# Reika Yamada
Reika Yamada (山田澪花, Yamada Reika), née le 28 juillet 1995 dans la préfecture de Gifu, au Japon, est une chanteuse, idole japonaise du groupe de J-pop SKE48.